# Karol Sloboda
Karol Sloboda (* 16. květen 1983, Bratislava) je slovenský hokejový obránce. Odchovanec Slovanu Bratislava. Mezi jeho další působiště patří HC Dukla Trenčín, Ottawa 67’s, Sparta Praha, HC Slovan Bratislava, HC Kometa Brno, HK 36 Skalica, HC Slavia Praha a HC Vítkovice Ridera, kam se před sezonou 2015/2016 vrátil po roce stráveném v HC Lada Togliatti v KHL.

## Hráčská kariéra
- 2000/2001 HC Dukla Trenčín (SVK1)
- 2001/2002 Ottawa 67’s (OHL)
- 2002/2003 Ottawa 67’s (OHL)
- 2003/2004 HC Sparta Praha (E)
- 2004/2005 HC Slovan Bratislava (SVK1), HC Kometa Brno (1. liga)
- 2005/2006 HC Slovan Bratislava (SVK1), HK 36 Skalica (SVK1)
- 2006/2007 HK 36 Skalica (SVK1)
- 2007/2008 HC Slavia Praha (E)
- 2008/2009 HC Slavia Praha (E)
- 2009/2010 HC Slavia Praha (E)
- 2010/2011 HC Energie Karlovy Vary (E)
- 2011/2012 HC Vítkovice Steel (E)
- 2012/2013 HC Vítkovice Steel (E)
- 2013/2014 HC Vítkovice Steel (E)
- 2014-2015 HC Lada Togliatti (KHL)
- 2015/2016 HC Vítkovice Steel (E)
- 2016/2017 HC Vítkovice Ridera (E)
- 2017/2018 HC Vítkovice Ridera (E)

## Reprezentace
Statistiky reprezentace na Mistrovstvích světa a Olympijských hrách:
| Turnaj             | Místo konání      | Z | G | A | B | Umístění | Soupisky         |
| ------------------ | ----------------- | - | - | - | - | -------- | ---------------- |
| MS 2014            | Bělorusko (Minsk) | 7 | 1 | 2 | 3 | 9. místo | Soupiska MS 2014 |
| Celkem na MS (1x)  |                   | 7 | 1 | 2 | 3 |          |                  |
| Celkem na ZOH (0x) |                   | 0 | 0 | 0 | 0 |          |                  |